# Pont (Kogler)
Pont est une œuvre de l'artiste autrichien Peter Kogler. Il s'agit d'une installation lumineuse réalisée en 2007 dans le cadre de la création de la ligne 3 du tramway d'Île-de-France, actuelle ligne 3a,.

## Description
Pont est installée à la jonction du boulevard Lefebvre et du boulevard Brune sur le linteau est du pont de Vanves, un pont exclusivement ferroviaire enjambant les boulevards des Maréchaux, près de la porte de Vanves dans le 14e arrondissement de Paris.
L'œuvre est une installation composée d'un long panneau lumineux horizontal, constitué de 26 panneaux à LED, présentant des motifs de fourmis ou de planisphères en mouvement, motifs fétiches de l'artiste.

## Commande
L'œuvre fait partie des neuf œuvres d'art contemporain réalisées dans le cadre la commande publique sur le parcours du tramway des Maréchaux Sud, en 2006. Peter Kogler a également réalisé une autre œuvre dans le cadre de cette commande, Skate Park, située près de la porte d'Italie.